# Шмат (Азовский район)
Шмат — хутор в Азовском районе Ростовской области.
Входит в состав Обильненского сельского поселения.

## География
Расположен в 20 км (по дорогам) северо-восточнее районного центра — города Азова.
Хутор находится на левом берегу Дона.

### Улицы
- ул. Береговая,
- ул. Степная.

## Население
| 1989 | 2002 | 2010 |
| ---- | ---- | ---- |
| 46   | ↘31  | ↗37  |